# نوكيا N70
نوكيا N70 هو أحد أجهزة نوكيا، شركة الهواتف والتقنية النقالة. يأتي هذا الجهاز مع شاشة نوعها 176 * 208 18-بت (262,144) لون. تم إصدار هذا الجهاز في 2005. تقنيته/تردده هي GSM/UMTS. جيل الجهاز هو BB5.0. عامل الشكل (التصميم) للجهاز هو «قطعة حلوى». الجهاز يحتوي على كاميرا نوعها: 2.0 ميغابيكسل.

## الميزات
| الميزة                         | المواصفات                                                                                        |
| ------------------------------ | ------------------------------------------------------------------------------------------------ |
| عامل الشكل                     | قطعة حلوى                                                                                        |
| نظام التشغيل                   | BB5 / Symbian OS v8.1a, S60 Platform Second Edition, Feature Pack 3                              |
| CPU                            | Texas Instruments OMAP 1710 (ARM architecture 926TEJ v5) – 220 MHz                               |
| الذاكرة (رام/فلاش/بطاقة ذاكرة) | 55 ميجا بايت/19.9 ميجا بايت/ ما يصل إلى 2 جيجا بايت                                              |
| ترددات جي إس أم                | 900/1800/1900/2100 ميجا هيرتز                                                                    |
| جي بي آر إس                    | نعم                                                                                              |
| EDGE (EGPRS)                   | نعم، الدرجة 10                                                                                   |
| WCDMA                          | نعم (384 كيلوبت/ثانية)                                                                           |
| الشاشة الرئيسية                | TFT Matrix, 256K colours, 176x208 pixels                                                         |
| الكاميرا                       | كاميرا أمامية 0.3 ميجا بكسل, ×2 تقريب رقمي وكاميرا خلفية 1600 × 1200 مع ضوء فلاش, ×20 تقريب رقمي |
| تسجيل الفيديو                  | نعم,.MP4 أو.3GP                                                                                  |
| رسائل الوسائط المتعددة         | نعم                                                                                              |
| مكالمات الفيديو                | نعم                                                                                              |
| اضغط لتتحدث                    | نعم                                                                                              |
| دعم الجافا                     | نعم, MIDP 2.0, الألعاب ثلاثية الأبعاد أيضًا مدعومة                                                |
| الذاكرة المدمجة                | 19.9 ميجا بايت                                                                                   |
| فتحة بطاقة الذاكرة             | نعم                                                                                              |
| بلوتوث                         | نعم, 2.0 (مميزات A2DP غير مدعومة)                                                                |
| الأشعة تحت الحمراء (IR)        | لا                                                                                               |
| المتصفح                        | WAP 2.0/xHTML, HTML                                                                              |
| راديو                          | نعم                                                                                              |
| مشغل فيديو                     | نعم                                                                                              |
| النغمات                        | نعم - MIDI, AMR (NB-AMR), WAV, MP3, AAC                                                          |
| وضع غير متصل بالشبكة           | نعم                                                                                              |
| البطارية                       | BL-5C (970 mAh)                                                                                  |
| مدة التحدث                     | ما يصل إلى 3 ساعات و 30 دقيقة                                                                    |
| وقت الاستعداد                  | ما يصل إلى 265 ساعة                                                                              |
| الكتلة                         | 126 جرام                                                                                         |
| الأبعاد                        | 108.8 × 53 × 21.8 مم                                                                             |